# Fanja Andriamanantena
Pour les articles homonymes, voir Andriamanantena.
Dans le nom malgache Andriamanantena Fanja, le nom de famille précède le prénom, mais cet article utilise l’ordre habituel en français Fanja Andriamanantena, où le prénom précède le nom.
 (juillet 2014).
Fanja Andriamanantena, née à Antananarivo, est une auteur-compositrice-interprète malgache.

## Biographie
En 1964, le Centre culturel Albert Camus, inaugurant ses nouveaux locaux sur l’avenue de l’Indépendance, étend ses activités et s’intéresse au jazz dont les instrumentistes malgaches deviennent de plus en plus nombreux et performants. Il organise alors, en septembre de cette année, un concours du « Meilleur chanteur de Blues » auquel Fanja Andriamanantena, participe et en devient la lauréate. Elle commence alors sa carrière dans la musique.
De 1964 à 1966, elle enregistre quelques compositions dont le style est de plus en plus jazzy. Elle fait la première partie de plusieurs jazzmen ou groupes de jazz internationaux que le CCAC invite lors des différents festivals de jazz qu’il organise. Entretemps, elle occupe les scènes d’Antananarivo.
Elle poursuit ses études à Marseille en France à l’École Supérieure de Commerce et effectue quelques stages et emplois temporaires avant de rentrer à Madagascar (1966-1972).
De 1972 à 1998, de retour à Madagascar, elle choisit de prioriser ses activités familiales et professionnelles. Trois garçons, issus de son mariage en 1970, des emplois de haut cadre dans le secteur privé, spécialisée dans la finance, les ressources humaines, le marketing, le négoce international, représentante d'entreprises étrangères, ne l’empêchent cependant pas de continuer la composition de musique, l’écriture et de rares apparitions scéniques, se limitant alors à deux ou trois chansons dans les quelques concerts auxquels elle prend part ainsi que des « one-woman-show » entre 1981 et 2000 dans diverses salles d'Antananarivo destinés à la promotion de son premier album.
Ainsi en 1999-2000, elle décide d’enregistrer son premier album en voulant graver définitivement certaines des chansons de ses débuts, composées par son premier pianiste (celui qui l’a le plus incitée à « faire de la chanson ») Ranaivo Harimisa, et aussi par le compositeur Masindranto Tsileondahy et par elle-même. Elle choisit Samy Andriamanoro pour arranger onze chansons figurant sur cet album et Solofo Nomenjanahary pour trois autres.

## Discographie
- 2000, elle auto-produit son premier opus intitulé Ravin-Dohataona et décide de revenir à la scène.
- 2001, elle produit le premier disque de Lalie : Mozika Tiako.
- 2003, elle coproduit une compilation de titres malgaches bien connus, avec Voahirana, Noro (de Vola sy Noro), Faramalala, Clarisse de Voanio : Tokotany Hafa.
- 2005, membre du Malagasy Jazz Social Club, elle figure dans le projet Mada in Blue.
- 2005, elle produit un double album intitulé Isika no miaraka, Mozika tsotraizao comprenant trente morceaux composés par elle et interprétés par vingt-deux chanteurs et huit musiciens.
- 2009, elle auto-produit son second opus qu’elle intitule Soa fa Tia.

## Reconnaissance
- 1964 : Lauréate du concours de chant organisé par le Centre culturel Albert-Camus d'Antananarivo.
- 1968 : Médaille de bronze au concours de chant, lors du Festival Mondial de la Jeunesse et des Étudiants à Sofia (Bulgarie) qui a vu la participation d'une centaine de pays.
- 2012 : Elle est élevée au rang de Commandeur des Arts et Lettres de la République de Madagascar

.